# 德川綱誠
德川綱誠（日语：／ Tokugawa Tsunanari，1652年9月4日—1699年7月1日），日本江戶時代初期大名，尾張藩第三代藩主、御三家之一尾張德川家第三代當主。他是第二代藩主德川光友的長子，母親是正室德川家光的女兒靈仙院千代姬。幼名五郎太丸。正室廣幡忠幸的女兒新君。側室十三名，子女四十人，（子二十二人，女十八人）。官職是從三位權中納言，諡號誠公。
忠幸是綱誠的姑母京姬的丈夫，而新君是京姬所生，所以綱誠和新君乃是表親。元祿6年（1693年），父親光友將藩主一位讓給綱誠後便隱居。可是綱誠在位六年就突然去世，十男德川吉通繼承藩主。死因是據說是草莓的食物中毒，也有說是被下毒暗殺。

## 官職位階履歷
※日期＝舊曆
- 明曆三年（1657年）四月五日，元服。將軍德川家綱賜「綱」一字，改名為綱義。同日，任從四位下右兵衛督。苗字改為世良田。
- 寬文三年（1663年）十二月二十七日，改名為綱誠。同日，遷任從三位右近衛權中將。
- 元祿四年（1691年）三月二十六日，補任參議。
- 元祿六年（1693年）四月二十七日，成為尾張國名古屋藩主。十二月一日，轉任正三位權中納言。
- 元祿十二年（1699年）六月五日，逝世。贈從二位權大納言。

- 法名：泰心院正譽徹應源誠。
- 墓所：名古屋市筒井的德興山建中寺。

## 家系

### 妻妾
- 正室：廣幡新君（法號瑩珠院）
- 側室：礼与之方（日下氏）
- 側室：下總之方（河野氏）
- 側室：梅小路之方（酒井氏，法號梅昌院）
- 側室：段之方（淺岡氏，法號遠壽院）
- 側室：難波之方（法號蓮秉院）
- 側室：和泉之方（林氏，法號泉光院）
- 側室：阿福之方（別名下總之方，坂崎氏，法號本壽院）
- 側室：阿古之方（鈴木氏，法號清遊院）
- 側室：梅津之方（三浦氏，法號宣揚院）
- 側室：唐橋之方（里見氏，法號卓然院）
- 側室：倉橋之方（上村氏，法號利清院）
- 其餘兩人不明

### 子女
- 長子：五郎八（1676年~1678年）母側室礼与之方。早夭，法名圓照院
- 次子：源之助（1678年）早夭，法名光周院
- 長女：悅姬（1679年~1681年）母側室下總之方（河野氏）。早夭，法名麗赫院
- 三子：鶴丸（1680年）母側室梅小路之方。早夭，法名松岩院
- 四子：松之助（1682年~1683年）母側室梅小路之方。早夭，法名靖康院
- 次女：初姬（1683年~1683年）母側室段之方。早夭，法名真乘院
- 三女：八代姬（1684年）早夭，法名了壽院
- 四女：清姬（1684年）早夭，法名花庭槿榮
- 五女：菊姬（1684年~1685年）母側室梅小路之方。早夭，法名智峰院
- 六女：春姬（1685年~1686年）母側室難波之方。早夭，法名臨照院
- 六子：喜太郎（1686年~1687年）母側室梅小路之方。早夭，法名獨立院
- 七子：龜太郎（1687年~1692年）母側室和泉之方。早夭，法名幽岩院
- 七女：蔦姬（1688年）母側室阿福之方。早夭，法名到岸院
- 八女：猶姬（1688年~1689年）母側室阿古之方。早夭，初名沖姬，法名寶池院
- 八子：內膳（1688年~1691年）母側室難波之方。早夭，法名智照宇
- 九子：常三郎（1688年~1691年）母側室和泉之方。早夭，法名迢珠院
- 十子：吉通（1689年~1713年）母側室阿福之方。四代藩主
- 十一子：勝之丞（1690年）母側室阿古之方。早夭，法名徹空理心
- 九女：光姬（1690年~1692年）母側室難波之方。早夭，法名信如院
- 十女：立姬（1691年~1696年）母側室阿福之方。初名知多姬，早夭，法名澄照院
- 十二子：繼友（1692年~1730年）母側室和泉之方。六代藩主
- 十一女：綾姬（1692年~1694年）母側室梅小路之方。早夭，法名涼雲院
- 十二女：伊羅姬（1692年~1694年）早夭，法名了智院
- 十三子：石松（1692年~1694年）母側室阿古之方。早夭，法名離相院
- 十四子：秋光院（1693年）母側室梅小路之方。死產
- 十五子：城次郎（1694年~1697年）母側室梅津之方。早夭，法名桂鏡院
- 十六子：岩之丞（1694年~1705年）母側室阿福之方。早逝，法名法雲院
- 十七子：義孝（1694年~1732年）母側室唐橋之方。高須藩主
- 十三女：政姬（1695年）母側室梅小路之方。早夭，法名慈月院
- 十八子：繁之丞（1695年~1696年）早夭，法名秋林院
- 十九子：通溫（1696年~1730年）母側室唐橋之方。顯照院
- 二十子：宗春（1696年~1764年）母側室梅津之方。初名通春，梁川藩主七代藩主，後來的尾張藩第七代藩主
- 二十一子：千之丞（1696年~1697年）母側室倉橋之方。早夭，法名淨體院
- 十四女：喜知姬（1697年~1698年）母側室唐橋之方。又名吉姬，五代將軍德川綱吉的養女，早夭，法名智法院
- 十五女：晴龍院（1698年）
- 十六女：福姬（1698年~1700年）母側室倉橋之方。早夭，法名艷陽院
- 二十二子：增之丞（1699年）早夭，法名航運院
- 十七女：松姬（1699年~1720年）母側室倉橋之方。初名磯（儀）姬，五代將軍綱吉養女，加賀藩主前田吉德室，光現院殿鏡譽圓清大姐
- 養女：貴姬（1666年~1683年）實父為先代藩主光友，廣島藩主淺野綱長室，法名馨香院

### 兄弟
- 松平義昌
- 松平義行
- 松平友著